# Pedro Soriano
Pedro Soriano (Sevilla, 2 de noviembre de 1947) es un cantautor español.
Se cría en Granada, ciudad en la que junto con Múnich tiene su residencia. Sus canciones deben mucho a la influencia de Jacques Brel y Joan Manuel Serrat. Comprometido con la ideología ácrata, su padre fue Carlos Soriano, secretario de la CNT durante la posguerra.

## Discografía

### Discos Compactos
- Pedro Soriano (1976, reeditado en 2000)
- Esbozos (1996)
- Arcadia (1998)
- Ben al-Zahídin (2003)
- La Plaza Humana (2007), con la colaboración de poetas como Luis García Montero, Javier Egea, Alfonso Salazar, Javier Benítez, Pepe Ramos, Ernesto Pérez Zúñiga, Ramón Repiso, Marga Blanco y Belén Sánchez entre otros. También es colaborador el filósofo anarquista José Luis García Rúa
- Coplas en los tendederos (2008)
- Homenaje a José Luis García Rúa (Cantos a la Divina Acracia) (2009). Incluye textos de Agustín García Calvo, Jesús Lizano, Isabel Escudero, Agustín Souchy, Giuseppe Gioachino Belli, Joan Salvat Papasseit y Alfonso Salazar.
- Cancionero agradecido y sentimental (2011)
- AmiTango (2012)
- Soriano y Soriano. Canciones de Carmen Soriano (2012)
- Rescatando las horas perdidas. Canciones de Miguel Ballester (2013)
- Cosecha 2014. con canciones de poetas y autores como Juan de Loxa, Javier Egea, Alfonso Salazar, Cacho Castaña (2014)